# Íñigo Cuesta

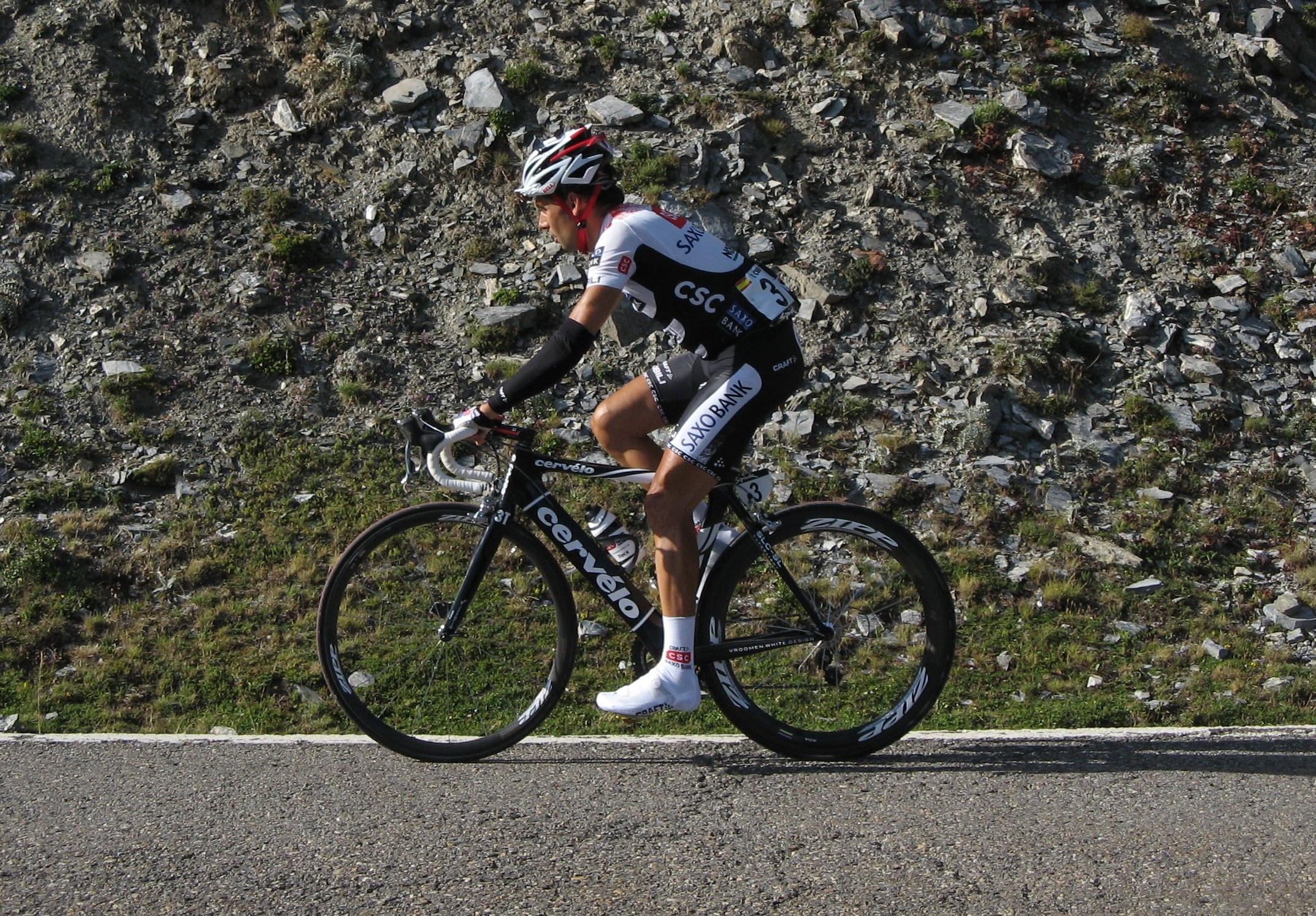
Íñigo Cuesta in de Vuelta 2008

Iñigo Cuesta Lopez de Castro (Burgos, 2 juni 1969) is een voormalig Spaans wielrenner.

## Biografie
De in Villarcayo bij Burgos geboren Cuesta werd prof in 1994 bij Euskadi. Onder meer een tweede plaats in de Ronde van Asturië van het jaar later leverde hem vanaf 1996 een contract op bij ONCE.
Het duurde nog tot 1998 voordat Cuesta voor het eerst een overwinning boekte, maar dat was wel meteen de eindzege in de Ronde van het Baskenland. Hier bleek ook dat Cuesta vooral een goede ronderenner was, die zowel kon klimmen als kon tijdrijden, al kwam hij voor het echte grote werk net iets te kort. Een tweede zege, een etappe in de Dauphiné Libéré van 2000 leverde hem een contract op bij Cofidis, overigens niet voordat zijn aanvankelijke nieuwe werkgever, Linda McCartney Racing Team, failliet was gegaan.
Vier jaar Cofidis leverde Cuesta slechts ereplaatsen op, onder meer een dertiende plaats in de Ronde van Spanje van 2001, maar voor zijn nieuwe team Saunier Duval won hij in 2005 meteen een etappe in de Ronde van Catalonië.
Begin 2006 verhuisde Cuesta naar het Deense CSC en in 2009 stapte hij over naar Cervélo. Ook in 2010 zal hij voor dit team rijden en hij heeft aangegeven dat hij voor de 17e keer in de Vuelta wil starten, hiermee zijn eigen record verbeterend. Voor deze prestatie mocht Cuesta starten met nummer 1.

## Belangrijkste overwinningen
1998
- Eindklassement Ronde van het Baskenland

2000
- 6e etappe Dauphiné Libéré

2005
- 5e etappe Ronde van Catalonië
- Bergklassement Ronde van Catalonië

2006
- 7e etappe Ronde van Duitsland
- 1e etappe Ronde van Spanje (ploegentijdrit)

## Resultaten in voornaamste wedstrijden
| Jaar | Ronde van Italië | Ronde van Frankrijk | Ronde van Spanje |
| ---- | ---------------- | ------------------- | ---------------- |
| 1994 |                  |                     | 15e              |
| 1995 |                  |                     | opgave           |
| 1996 |                  | opgave              | 46e              |
| 1997 |                  | 70e                 | 60e              |
| 1998 |                  |                     | 52e              |
| 1999 | 72e              |                     | 45e              |
| 2000 |                  |                     | opgave           |
| 2001 |                  | 63e                 | 13e              |
| 2002 |                  | 49e                 | opgave           |
| 2003 |                  | 127e                | 22e              |
| 2004 |                  |                     | opgave           |
| 2005 |                  |                     | 29e              |
| 2006 | 52e              | 52e                 | 27e              |
| 2007 |                  | 51e                 | 41e              |
| 2008 |                  |                     | 37e              |
| 2009 |                  | 87e                 | 35e              |
| 2010 | 85e              |                     | 24e              |

| Jaar | Milaan-San Remo | Luik-Bast.‑Luik | Waalse Pijl |  | WK op de weg |  | Wereldranglijsten |
| ---- | --------------- | --------------- | ----------- |  | ------------ |  | ----------------- |
| 1994 |                 |                 |             |  |              |  |                   |
| 1995 |                 |                 |             |  |              |  |                   |
| 1996 | 74e             |                 | 33e         |  | 31e          |  |                   |
| 1997 |                 |                 |             |  |              |  |                   |
| 1998 |                 |                 |             |  |              |  |                   |
| 1999 |                 |                 |             |  |              |  |                   |
| 2000 | 75e             | 48e             |             |  |              |  |                   |
| 2001 |                 | 78e             |             |  |              |  |                   |
| 2002 | 122e            |                 | 52e         |  |              |  |                   |
| 2003 |                 |                 |             |  |              |  |                   |
| 2004 |                 |                 |             |  |              |  |                   |
| 2005 |                 |                 |             |  |              |  | 114e (UPT)        |
| 2006 |                 |                 |             |  | 113e         |  | 109e (UPT)        |
| 2007 |                 |                 |             |  |              |  |                   |
| 2008 |                 |                 |             |  |              |  |                   |
| 2009 |                 |                 |             |  |              |  |                   |
| 2010 |                 |                 |             |  |              |  |                   |